# Clydonodozus guttatipennis
Clydonodozus guttatipennis är en tvåvingeart som först beskrevs av Karsch 1888.  Clydonodozus guttatipennis ingår i släktet Clydonodozus och familjen småharkrankar. Inga underarter finns listade i Catalogue of Life.